# Villanueva (Las Rozas de Valdearroyo)
Villanueva es una localidad española del municipio de Las Rozas de Valdearroyo, perteneciente a la comunidad autónoma de Cantabria.

## Toponimia
El lugar puede encontrarse referido como Villanueva y Villanueva Valdearroyo.

## Geografía
La localidad se encuentra a 905 m s. n. m. y a un kilómetro de la capital municipal, Las Rozas.

## Historia
Hacia mediados del siglo XIX, el lugar, por entonces perteneciente al municipio de Campoo de Yuso, tenía contabilizada una población de 80 habitantes. Aparece descrito en el decimosexto y último volumen del Diccionario geográfico-estadístico-histórico de España y sus posesiones de Ultramar de Pascual Madoz con las siguientes palabras:

VILLANUEVA VALDEARROYO: ald. en la prov. de Santander (13 1/2 leg.), part. jud. de Reinosa (1 1/2), dióc., aud. terr. y c. g. de Búrgos (17), ayunt. de Campo de Yuso. sit. en terreno desigual; su clima es frio y nevoso, y afecto á reumas y fiebres catarrales. Tiene 18 casas; igl. parroquial (Sta. Maria) servida por un cura de provision del diocesano en patrimoniales, y buenas aguas. Confina con térm. de Bustamante, Quintanilla, Renedo, barrio de las Rozas y Riconchos. El terreno es de buena y mediana calidad y de secano; por él corren las aguas del r. Vilga. Hay dos montes de roble y prados naturales. Los caminos son locales, recibe la correspondencia de Reinosa. prod.: patatas, habas, yeros, lino y pastos; cria ganados, caza mayor y menor, y pesca de truchas y anguilas. ind.: transporte de efectos comerciales. pobl.: 18 vec., 80 alm. contr.: con el ayunt.
(Madoz, 1850, p. 227)

En la actualidad, pertenece al municipio de Las Rozas de Valdearroyo. En 2023, la entidad singular de población de Villanueva tenía empadronados 26 habitantes, todos ellos en el núcleo de población de ese nombre.

## Patrimonio
Destaca del lugar la torre de una iglesia sumergida en el embalse del Ebro, a la que se puede acceder mediante una pasarela cuando el nivel del pantano no es muy alto.